# Краснокуртівська сільська рада
Красноку́ртівська сільська рада (рос. Краснокуртовский сельский совет) — муніципальне утворення у складі Архангельського району Башкортостану, Росія. Адміністративний центр — присілок Шакіровка.

## Населення
Населення — 347 осіб (2019, 407 в 2010, 496 в 2002).

## Склад
До складу поселення входять такі населені пункти:
| Населений пункт     | Населення, осіб (2002) | Населення, осіб (2010) |
| ------------------- | ---------------------- | ---------------------- |
| Сагітово, присілок  | 70                     | 55                     |
| Троїцьке, присілок  | 90                     | 63                     |
| Тукмакли, присілок  | 91                     | 76                     |
| Успенка, присілок   | 117                    | 87                     |
| Шакіровка, присілок | 128                    | 126                    |